# Amblystegium fluviatile
Amblystegium fluviatile là một loài Rêu trong họ Amblystegiaceae. Loài này được (Hedw.) Schimp. mô tả khoa học đầu tiên năm 1853.